# Islam Betersultanowitsch Dugutschijew
Islam Betersultanowitsch Dugutschijew (aserbaidschanisch İslam Duquçiyev, russisch Исла́м Бетерсулта́нович Дугучи́ев; * 15. April 1966 in Altyn-Emel, Alma Ata, Sowjetunion) ist ein Ringer, der für die Sowjetunion, für die Gemeinschaft Unabhängiger Staaten, für Russland und für Aserbaidschan startete. Er wurde in den 1990er Jahren viermal Weltmeister, zweimal Europameister und gewann bei den Olympischen Spielen 1992 eine Silbermedaille im griechisch-römischen Stil im Leichtgewicht.

## Werdegang
Islam Duguschijew begann als Jugendlicher 1978 im Ringen. Bei Alma Ata geboren, startete er später für Dinamo Rostow am Don und wurde hauptsächlich von M. Duguschijew und A. Abajew trainiert. Er konzentrierte sich auf den griechisch-römischen Stil und startete bei einer Größe von 1,69 Metern als Erwachsener immer im Leichtgewicht. Er war Sport-Instrukteur. Die politischen Verhältnisse der Zeit, in der er seinen Sport ausübte, brachten es mit sich, dass er für nicht weniger als vier verschiedene Staaten an den Start ging: bis 1991 für die Sowjetunion, 1992 für die GUS, von 1993 bis 1995 für Russland und 2000, als er ein Comeback unternahm, für Aserbaidschan.
Seinen ersten Start bei einer internationalen Meisterschaft bestritt er bereits 1984, als er in Lodz Junioren-Europameister (Juniors) in der Gewichtsklasse bis 60 kg wurde. 1986 belegte er bei der Junioren-Europameisterschaft (Espoirs) in Malmö im Leichtgewicht hinter Petrică Cărare, Rumänien den 2. Platz. Bei den Senioren gab er im Jahre 1990 sein Debüt bei einer internationalen Meisterschaft. Dabei gelang ihm in Poznań gleich der Gewinn des Europameistertitels. Er schulterte dabei im Finale des Leichtgewichts den Rumänen Petrică Cărare nach 25 Sekunden. Im gleichen Jahr wurde er dann in Rom-Ostia auch Weltmeister, wobei er im Finale den Deutschen Jannis Zamanduridis sicher nach Punkten (6:0) besiegte.
1991 wurde Islam Duguschijew in Warna wieder Weltmeister. Er verwies dabei Marthin Kornbakk, Schweden, Stojan Dobrew, Bulgarien und Kim Sung-moon, Südkorea, auf die Plätze. Bei der Europameisterschaft 1991 war er nicht eingesetzt worden. Auch 1992 war er bei der Europameisterschaft nicht am Start, weil er sich ganz auf die Olympischen Spiele in Barcelona konzentrieren sollte. Er kam dort mit fünf Siegen auch in das Finale, in dem er dem Ungarn Attila Repka gegenüberstand, den er schon mehrfach besiegt hatte. An diesem Tag war aber Attila Repka der Stärkere. Repka siegte im Finale, als ihm in der Verlängerung nach 38 Sekunden der entscheidende Punktgewinn gelang. Für Islam Duguschijew blieb nur der 2. Platz und die Silbermedaille.
1993 wurde Islam Duguschijew in Istanbul erneut Europameister. Den schwersten Kampf hatte er dabei gegen seinen ehemaligen Mannschaftskollegen aus der sowjetischen Nationalmannschaft Kamandar Madschidow, der nunmehr für Weißrussland an den Start ging, zu bestehen. Er konnte diesen Kampf erst in der Verlängerung mit 1:0 Punkten gewinnen. Im Finale gelang ihm dann ein klarer Punktsieg über Oleg Tokarjew aus Moldawien. Im gleichen Jahr wurde er in Stockholm auch erneut Weltmeister vor Kamander Madschidow, Ghani Yalouz, Frankreich und Marthin Kornbakk. Bemerkenswert ist dabei, dass er in keinem seiner Kämpfe auch nur einen technischen Punkt abgeben musste.
1994 erlitt Islam Duguschijew bei der Europameisterschaft in Athen erstmals eine Niederlage. Er verlor im Poolfinale gegen Ghani Yalouz, konnte sich aber mit einem knappen 2:1-Punktsieg über Rustam Adschy aus der Ukraine noch eine EM-Bronzemedaille holen. Bei der Weltmeisterschaft dieses Jahres in Tampere konnte er im Finale gegen Ghani Yalouz erfolgreich Revanche nehmen und zum vierten Mal Weltmeister werden. 1995 wurde er nur bei der Weltmeisterschaft in Prag eingesetzt. Er konnte aber dort nur den 10. Platz belegen. Leider ist nirgends – auch nicht in der Fachzeitschrift Der Ringer – festgehalten, gegen wen er verlor und dadurch vorzeitig ausschied.
1996 gelang es ihm nicht mehr, sich für die russische Olympiamannschaft zu qualifizieren. Auch bei der Europameisterschaft 1996 war er nicht am Start. Russland wurde bei diesen Meisterschaften von Alexander Tretjakow vertreten.
Im Jahre 2000 versuchte Islam Duguschijew mit 34 Jahren ein Comeback. Er ging dazu nach Aserbaidschan und ließ sich dort einbürgern. Es gelang ihm, sich für die Olympischen Spiele in Sydney zu qualifizieren. In Sydney kam er im Leichtgewicht zu Siegen über Parviz Zaidvand (Iran) und Juha Lappalainen (Finnland), dann verlor er aber gegen Waleri Nikitin (Estland) und Son Sang-pil (Südkorea), womit er den 6. Platz belegte.
Obwohl er nie Olympiasieger werden konnte, war Islam Duguschijew neben Alexander Karelin vielleicht der beste Ringer der Welt im griechisch-römischen Stil in der ersten Hälfte der 1990er Jahre.
Nach der Aktivenkarriere wurde er Trainer und arbeitet in Rostow am Don für den russischen Verband im Juniorenbereich.

## Internationale Erfolge
| Jahr | Platz  | Wettbewerb                                  | Gewichtsklasse | Ergebnisse |
| 1984 | 1.     | Junioren-EM (Juniors) in Lodz               | bis 60 kg      | vor Kiril Sawow, Bulgarien und Ronny Persson, Schweden |
| 1986 | 2.     | Junioren-EM (Espoirs) in Malmö              | Leicht         | hinter Petrică Cărare, Rumänien, vor Lars Lagerborg, Schweden und János Takács, Ungarn |
| 1989 | 1.     | Welt-Cup in Fredrikstad/Norwegen            | Leicht         | vor Marthin Kornbakk, Schweden und Andrew Seras, USA |
| 1990 | 1.     | „Peer-Gynt“-Cup in Kolbotn/Norwegen         | Leicht         | vor Moon Chung-sik, Südkorea und Alexis Jiminez, Kuba |
| 1990 | 1.     | EM in Poznań                                | Leicht         | vor Petrică Cărare, Ghani Yalouz, Frankreich und Attila Repka, Ungarn |
| 1990 | 1.     | WM in Rom-Ostia                             | Leicht         | vor Jannis Zamanduridis, Deutschland, Attila Repka und Petrică Cărare |
| 1991 | 1.     | WM in Warna                                 | Leicht         | vor Marthin Kornbakk, Schweden, Stojan Dobrew, Bulgarien und Kim Sung-moon, Südkorea |
| 1992 | Silber | OS in Barcelona                             | Leicht         | nach Siegen über Cecilio Rodriguez, Kuba, Takumi Mori, Japan, Waleri Nikitin, Estland, Ryszard Wolny, Polen und Abdollah Chamangoli, Iran und einer Niederlage gegen Attila Repka, Ungarn |
| 1993 | 1.     | EM in Istanbul                              | Leicht         | vor Oleg Tokarjew, Moldawien, Kamandar Madschidow, Weißrussland und Peter Bielesz, Slowakei                                                                                               |
| 1993 | 1.     | Großer Preis von Deutschland in Koblenz     | Leicht         | vor Jannis Zamanduridis, Kamandar Madschidow und Muttalip Yerlikaya, Türkei |
| 1993 | 1.     | WM in Stockholm                             | Leicht         | vor Kamandar Madschidow, Ghani Yalouz und Marthin Kornbakk |
| 1994 | 3.     | EM in Athen                                 | Leicht         | hinter Attila Repka und Ghani Yalouz, vor Rustam Adschy, Ukraine und Ryszard Wolny |
| 1994 | 1.     | WM in Tampere                               | Leicht         | vor Ghani Yalouz, Bisser Georgiew, Bulgarien und Ryszard Wolny |
| 1995 | 10.    | WM in Prag                                  | Leicht         | Sieger: Rustam Adschy vor Attila Repka, Jannis Zamanduridis und Ryszard Wolny |
| 2000 | 1.     | Olympia-Qualif.-Turnier in Taschkent        | Leicht         | vor Mahmut Altay, Türkei, Ender Memet, Rumänien und Adam Juretzko, Deutschland |
| 2000 | 12.    | Olympia-Qualif.-Turnier in Colorado Springs | Leicht         | Sieger: Mohammad Babulfath, Schweden vor Ryszard Wolny und Njiya Saiyi, China |
| 2000 | 6.     | OS in Sydney                                | Leicht         | nach Siegen über Parviz Zaidvand, Iran und Juha Lappalainen, Finnland und Niederlagen gegen Waleri Nikitin und Son Sang-pil, Südkorea                                                     |

## Erläuterungen
- alle Wettkämpfe im griechisch-römischen Stil
- OS = Olympische Spiele, WM = Weltmeisterschaft, EM = Europameisterschaft
- Leichtgewicht, bis 1996 bis 68 kg, bis 2001 bis 69 kg Körpergewicht

## Nachweise
- Fachzeitschrift Der Ringer
- Foeldeak Wrestling Database Datenbank Ringen